# اینداکاترول
اینداکاترول (انگلیسی: Indacaterol) یک آگونیست گیرنده بتا آدرنرژیک با اثر فوق العاده طولانی است  که توسط نوارتیس ساخته شده است. این دارو تنها یک بار در روز باید مصرف شود، برخلاف داروهای مرتبط مانند فورموترول و سالمترول.  این دارو تنها برای درمان بیماری انسداد مزمن ریه (COPD) مجوز دارد (داده‌های طولانی مدت در بیماران مبتلا به آسم تاکنون وجود ندارد). این دارو به عنوان یک فرمول آئروسل از طریق یک استنشاق پودر خشک تحویل داده می‌شود.